# هوس ۱۸۴۰
سیارک ۱۸۴۰ (به انگلیسی: 1840 Hus، نامگذاری:1971UY) هزار و هشتصد و چهلمین سیارک کشف شده‌است که در ۲۶ اکتبر ۱۹۷۱ کشف شد.
قدر مطلق سیارک برابر ۱۱٫۶۰ است.